# St. Franziskus-Hospital Lohne
Das St. Franziskus-Hospital Lohne ist eine Einrichtung der kirchlichen Stiftung Schwester Euthymia, die der Grundversorgung mehrerer Landkreise im südwestlichen Niedersachsen dient. Als Gesundheitszentrum fungiert das Krankenhaus in Lohne auch als Krankenpflegeschule.

## Geschichte
Wenige Ordensschwestern der Mauritzer Franziskanerinnen aus Münster gründeten 1856 das Hospital in Lohne, das sich aus kleinsten Anfängen zu einem leistungsfähigen medizinischen Zentrum entwickelte. Zuerst diente die „Heilanstalt“ nur der ambulanten Krankenpflege. Zur Verfügung standen bloß zwei bescheidene Krankenzimmer in einer Wohnung über einer Weberei. Aber schon 1859 wurde ein zweistöckiges Krankenhaus errichtet.
Weil die Patientenzahlen kontinuierlich anstiegen, entstanden bis in die Gegenwart viele Erweiterungsbauten. Um die steigenden medizinischen Anforderungen zu erfüllen, wurde das Hospital mit einem Belegsystem in ein Fachkrankenhaus mit angestellten Fachärzten umgewandelt.
Dokumente des Hospitals beweisen, dass es im Jahr 1905 schon 195 Patienten mit 8.613 Pflegetagen gab. Zu Beginn der 2020er Jahre gründete die Krankenhausleitung eine gemeinnützige GmbH und schloss sich der Stiftung Schwester Euthymia  an.
Gegenwärtig bietet das Krankenhaus mit 140 Betten in zahlreichen Fachabteilungen eine Grundversorgung für die Bevölkerung vor allem im nördlichen Oldenburger Münsterland. Jährlich werden rund 7.600 Patienten stationär und knapp 20.000 ambulant von etwa 450 Mitarbeitenden behandelt (Stand: 2022).
Das Krankenhaus in Lohne ist genauso wie das St. Josefs-Hospital Cloppenburg ein Bildungszentrum für Nachwuchskräfte. An diesen Standorten starten jährlich insgesamt 120 junge Erwachsene ihre Ausbildung zur Pflegefachfrau bzw. zum Pflegefachmann. Außerdem gibt es jährlich 20 Auszubildende für die Assistenz in der Operationstechnik und der Anästhesie.
Aus Personalmangel wurde zum 3. März 2024 die Abteilung für Geburtshilfe geschlossen. Voraussichtlich 2035 soll das St. Franziskus-Hospital am Standort Lohne geschlossen und mit dem nur knapp 10 Kilometer entfernt liegenden St. Marienhospital Vechta zu einem neuen Zentralklinikum in der Kreisstadt Vechta verbunden werden.

## Abteilungen
Das St. Franziskus-Hospital Lohne umfasst die nachfolgend aufgeführten Medizinischen Kliniken und Kompetenzzentren (Stand: Dezember 2024):

### Medizinische Kliniken
- Klinik für Allgemein- und Viszeralchirurgie
- Klinik für Anästhesie und Intensivmedizin
- Klinik für Arthroskopische Chirurgie und Endoprothetik
- Klinik für Augenheilkunde
- Klinik für Gastroenterologie
- Klinik für Geriatrie
- Klinik für Gynäkologie
- Klinik für Hals-, Nasen- und Ohrenheilkunde
- Klinik für Kardiologie
- Klinik für Orthopädie, Hand- und Unfallchirurgie
- Klinik für Phlebochirurgie
- Klinik für Radiologie
- Klinik für Schlafmedizin
- Klinik für Spezielle Orthopädie & minimalinvasive Gelenkchirurgie
- Klinik für Sportorthopädie und -Traumatologie
- Klinik für Urologie, Kinderurologie, Uro-Onkologie
- Klinik für Wirbelsäulenchirurgie

### Kompetenzzentren
- Adipositas-Zentrum
- Endoprothetik-Zentrum
- Kompetenzzentrum Demenz
- Kompetenzzentrum Niere Lohne / Vechta
- Schlafmedizinisches Zentrum
- Hernienzentrum
- Traumazentrum